# Alberto Errera (storico)
Alberto Errera (Venezia, 14 aprile 1842 – Napoli, 4 gennaio 1894) è stato un patriota e storico italiano.

## Biografia
Nato da Giacomo, commerciante ebreo, e da Elena Ventura, studiò giurisprudenza a Padova. Nell'agosto 1864 fu arrestato dalla polizia austriaca con l'accusa di propagandare l'unione del Veneto al neonato Regno d'Italia, partecipando attivamente alla stesura di La Vénétie en 1864, pubblicazione diffusa a Parigi. Fu condannato a sei anni carcere che non scontò interamente perché fu liberato con l'annessione all'Italia del Veneto e di Mantova nel 1866. L'anno successivo si laureò e cominciò la carriera d'insegnate di diritto ed economia presso l'istituto tecnico di Venezia.
Alberto Errera si profuse attivamente allo sviluppo di società di mutuo soccorso a Venezia otre che essere fra i soci fondatori della Banca mutua popolare di Venezia (1867). Ma l'attività che lo occupò maggiormente furono gli studi, le ricerche e gli scritti di statistica che produssero un notevole numero di pubblicazioni. Fu uno dei primi storici italiani dell'economia industriale. Dopo un primo trasferimento a Milano nel 1874, sempre continuando ad insegnare in istituti tecnici, si trasferì a Napoli nel 1877, dove altresì fu anche direttore della Società di tramways napoletani, società fondata dalla Société générale de tramways de Bruxelles, il cui amministratore era il cugino Giacomo. Nel 1880 ebbe un incarico di docente presso l'Università di Napoli.

## Opere
- Storia e statistica delle industrie venete e accenni al loro avvenire, Giuseppe Antonelli ed., Venezia, 1870.
- L'industria navale. Studi e tabelle statistiche inedite ed edite delle forze navali, con G. A. Zanon, Milano, 1871.
- La vita e i tempi di Daniele Manin (1804-1848), con Cesare Finzi, Giuseppe Antonelli ed., Venezia 1872.
- Le nuove istituzioni economiche del XIX secolo, Milano, 1874.
- Daniele Manin e Venezia, 1804-1853, Successori Le Monnier, Firenze, 1875
- Storia dell'economia politica nei secc. XVII e XVIII negli Stati della Repubblica veneta, Venezia, 1877.
- Le finanze dei grandi Comuni italiani: riforme ai prestiti e ai dazi in Italia, Firenze, 1882.
- Manuale teorico-pratico per le piccole industrie, Milano, 1880.